# منگلدایی
منگلدایی (به انگلیسی: Mangaldoi) یک منطقهٔ مسکونی در هند است که در بخش دارنگ واقع شده‌است. منگلدایی ۱۰ کیلومتر مربع مساحت و ۲۵٬۹۸۹ نفر جمعیت دارد و ۳۴ متر بالاتر از سطح دریا واقع شده‌است.